# Кікнадзе Шалва Давидович
Шалва Давидович Кікнадзе (22 листопада 1913, село Кваліті, тепер Зестафонський муніципалітет, Грузія — 2006, місто Тбілісі, Грузія) — грузинський радянський діяч, 1-й заступник голови Ради міністрів Грузинської РСР, голова Грузинської республіканської ради професійних спілок. Член ЦК КП Грузії, член Бюро ЦК КП Грузії. Депутат Верховної Ради Грузинської РСР. Депутат Верховної Ради СРСР 7—9-го скликань. Народний депутат СРСР (1989—1991).

## Життєпис
Закінчив Тбіліський лісотехнічний інститут.
У 1939—1954 роках — технолог цеху, начальник відділу, заступник головного інженера на низці машинобудівних заводів Грузинської РСР.
Член ВКП(б) з 1941 року.
У 1954—1965 роках — парторг ЦК КПРС заводу; 1-й секретар районного комітету КП Грузії міста Тбілісі; директор Кутаїського автомобільного заводу; начальник Управління машинобудівної промисловості Ради народного господарства Грузинської РСР.
У 1965 — липні 1970 року — голова Грузинської республіканської ради професійних спілок.
31 липня 1970 — 9 січня 1979 року — 1-й заступник голови Ради міністрів Грузинської РСР.
Одночасно 31 липня 1970 — 9 січня 1979 року — міністр закордонних справ Грузинської РСР.
З 1979 по 1990 рік — старший радник Ради міністрів Грузинської РСР.
Потім — на пенсії в місті Тбілісі. Помер у 2006 році в Тбілісі.

## Нагороди
- два ордени Леніна (2.04.1966)
- орден Жовтневої Революції (9.09.1971)
- медалі
- Заслужений інженер Грузинської РСР